# Cyclotelus silacrusus
Cyclotelus silacrusus är en tvåvingeart som beskrevs av Irwin och Webb 1992. Cyclotelus silacrusus ingår i släktet Cyclotelus och familjen stilettflugor. Inga underarter finns listade i Catalogue of Life.